# 礼义会馆
礼义会馆，位于山西省晋城市陵川县礼义镇北街村中。

## 保护
2013年1月，北街村礼义会馆旧址公布为第三批晋城市文物保护单位，编号3-330。2021年8月4日，礼义会馆公布为第六批山西省文物保护单位，古建筑类，编号6-226。